# آنری روسل
آنری روسل (فرانسوی: Henry Roussel‎؛ ۱۷ نوامبر ۱۸۷۵ – ۱۳ فوریهٔ ۱۹۴۶) کارگردان، فیلم‌نامه‌نویس و هنرپیشه اهل فرانسه بود. شهرت وی به خاطر بازی و کارگردانی فیلم‌های صامت در خلال دهه‌های ۱۰ و ۲۰ میلادی است. وی بین سال‌های ۱۹۱۲ تا ۱۹۳۹ در بیش از ۴۰ فیلم بازی کرد.